# Japonoliriaceae
Japonoliriaceae é um nome botânico de uma família de plantas com flor. A família com este nome é raramente reconhecida pelos sistemas de taxonomia vegetal.
O sistema APG (1998) reconhece esta família, mas não a coloca em nenhuma ordem.
É constituída por uma única espécie. No sistema APG II] (2003), esta espécie é inserida na família Petrosaviaceae.
A família foi descrita por Takht. e publicada em Botaničeskii Žhurnal (Moscow & Leningrad) 79(1): 97. 1994.
O género-tipo é Japonolirion Nakai.